# Super Universas Orbis Ecclesias
Super Universas Orbis Ecclesias byla papežská bula vydaná papežem Pavlem III. v r. 1545. Tímto dokumentem povýšil papež biskupství v Santo Domingu na arcibiskupství a to se tak stalo prvním arcibiskupstvím na americké půdě.

## Předcházející snahy o ustanovení samostatné církevní provincie
Krátce po objevení nových zámořských území se objevují i první snahy o evangelizaci těchto území, což se projevilo již r. 1493, kdy papež Alexandr VII. vydává bulu Piis Fidelium, kterou vysílá do Nového světa misionáře. S pokračující evangelizací karibských ostrovů se však zanedlouho ukazuje, že pouhé misie nemohou stačit a že je zapotřebí pevná organizační struktura, kterou může zaručit pouze církevní provincie v čele s arcibiskupem a biskupy. Proto roku 1504 vydal papež Julius II. bulu pod názvem Illius fulciti, kterou zakládá novou církevní provincii pro zámořské oblasti. Touto bulou se ustavuje první arcibiskupství v Americe, a dále 2 podléhající biskupství. Jako sídlo arcibiskupa byla zvolena Yaguata, která byl zanedlouho přejmenována Španěly na Santo Domingo a nacházela se na ostrově Hispaniola. To však vyvolalo ostrý spor mezi španělským králem a římským papežem. Španělská koruna totiž nemohla připustit, aby se na tak bohatém území, jako karibská oblast byla, mohla ustanovit nezávislá církevní provincie nepodléhající některému ze španělských arcibiskupů, a která by odváděla finanční zdroje zdejších křesťanů nikoliv do mateřské metropole (a nepřímo tak španělskému králi), nýbrž přímo římskému papeži. Papežská moc již v této době nemohla té španělské vůbec konkurovat, a tak byla bula Illius fulciti již v r. 1511 Juliem II. revidována, a to bulou novou, nazvanou Pontifex Romanus. Touto bulou přestalo být Santo Domingo sídlem arcibiskupa a všechna tři biskupství (Santo Domingo, Concepción de la Vega a San Juan de Puerto Rico) byla podřízena arcibiskupství v Seville. Díky této bule se do Ameriky konečně dostávají první biskupové. Františkán Francisco Garcia de Padilla, který byl již r. 1504 určen jako biskup v Bayuně, byl právě touto bulou vybrán jako první biskup v Santo Domingu. Zemřel však ještě před biskupským pomazáním, a tak byl na jeho místo vybrán Ital Alessandro Geraldini. Po pár letech skutečně do Ameriky připlul a r. 1516 se ujal svého úřadu. Od roku 1516 tak má Nový svět konečně církevní správu.

## Stabilizace církevní správy a ustanovení arcibiskupství v Santo Domingu
Bulou "Super Universas Orbis Ecclesias" ze dne 12. února 1545 povýšil papež Pavel III. biskupství v Santo Domingu na arcibiskupství. Bylo to první arcibiskupství v Americe. Na prvního arcibiskupa byl povýšen biskup Alonso de Fuenmayor, jemuž byla podřízena následující biskupství: San Juan na Portoriku, Santiago na Kubě, Coro ve Venezuele, Santa Marta ve městě Cartagena v Kolumbii a Trujillo v Hondurasu. Diecéze v Concepción de la Vega byla po smrti prvního biskupa, Pedra Francisca Suáreze de Dezy, včleněna do arcibiskupství v Santo Domingu. Ustanovením tohoto prvního arcibiskupství v Americe se konečně realizoval záměr papeže Julia II., vyjádřený r. 1504 v bule nazvané Illius fulciti.